# Лі Бергер
Лі Роджерс Бергер (англ. Lee Rogers Berger, народився 22 грудня 1965 року) — палеоантрополог , фізичний антрополог та археолог з Південної Африки, співробітник Університету Вітватерсранда під Йоганнесбургом, працює в університетському підрозділі «Інститут еволюції людини» (Institute for Human Evolution).
Найбільше відомий своїм відкриттям Австралопітека седіба, розкопками у печері Зірки, що сходить (англ. Rising Star Cave), роботою над визначенням пропорцій тіла Австралопітека африканського.

## Біографія
Закінчив Південний університет Джорджії в 1989 році, навчаючись на спеціаліста з антропології та археології. Потім Бергер перейшов в докторантуру, вивчаючи палео-антропологію в університеті Вітватерсранда під керівництвом професора Філіпа Тобіаса. Всі його дослідження були спрямовані на вивчення плечового пояса ранніх гомінідів. У 1993 році Бергер був призначений на посаду наукового співробітника в «PARU». 1994-го року закінчує університет.
Справляючись з роботою наукового співробітника, він працював з постдокторськими дослідженнями в університеті Вітватерсранда в 1995 році. Бергер займав позицію лідера палео-антропологічної дослідної групи.
Має дружину — Жаклін Бергер та двох дітей — Меган та Метью. Саме Метью і знайшов випадково першу закам'янілу кістку Австралопітека седіба, будучи у віці 9 років на розкопках з батьком та звернув на неї увагу батька.

## Нагороди
У 1997 році був призначений на професорську посаду на кафедрі біологічної антропології та анатомії в університеті Дьюка в Даремі, Північна Кароліна. В наступному році — як почесний доцент кафедри антропології в університеті штату Арканзас. Чотири рази спільні наукові роботи отримали визнання серед ТОП-100 наукових історій журналу Discover. Перше визнання прийшло в 1995 році після його співавторства з професором Роном Кларком Вітсом, і в 1998 році після роботи з професором Генрі Мак-Генрі каліфорнійського університету.

## Дослідження та інші види діяльності
За час своєї кар'єри він був головним дослідником та керівником обширних грантів, включаючи гранти від Національного географічного товариства (National Geographic Society), швейцарського національного наукового фонду та палео-антропологічних наукових трастів. Він служив як виконавчий директор палео-антропологічних наукових трастів у 1994–2001 роках і тепер виступає як науковий радник.
Бергер публікувався у відомих журналах галузі, в тому числі в Журналі еволюції людини (Journal of Human Evolution), американському журналі фізичної антропології, журналах Science і Nature. Не дивно, що його дослідження стали причиною дискусії.
У 2010 році він опублікував опис нового виду австралопітеків. На підставі унікальних анатомічних рис, притаманних знайденим скам'янілим останкам, Бергер і його дослідницька група віднесли кістки до нового виду, Australopithecus sediba. Більш того, вони припустили, що виявлене у кістяках поєднання примітивних рис, характерних для австралопітеків, і прогресивних ознак, властивих представникам роду Homo, свідчить про привілейоване становище цього виду на філогенетичному дереві гомінід як прямого предка людини розумної. Пізніше був знайдений інший вид австралопітеків, які жили у Африці одночасно з цим, до якого перейшло звання предка людини.
В 2013 році організував та очолив експердицію в комплексі Діналеді (англ. Dinaledi Chamber) печери «Висхідна зоря». Протягом наступних двох років були виявлені та описані залишки нового виду гомінід Homo naledi.

## Книги
- (рос.) Бергер Ли; Хокс Джон[en]. Почти человек: Как открытие Homo naledi изменило нашу историю = Almost Human: The Astonishing Tale of Homo naledi and the Discovery That Changed Our Human Story : [пер. с англ.] / перевод под научной ред. С. В. Дробышевского. — М. : Манн, Иванов и Фербер, 2020. — 2 октября. — 353 с. — ISBN 978-5-001-46418-1.